# خیابان بانک (اوتاوا)

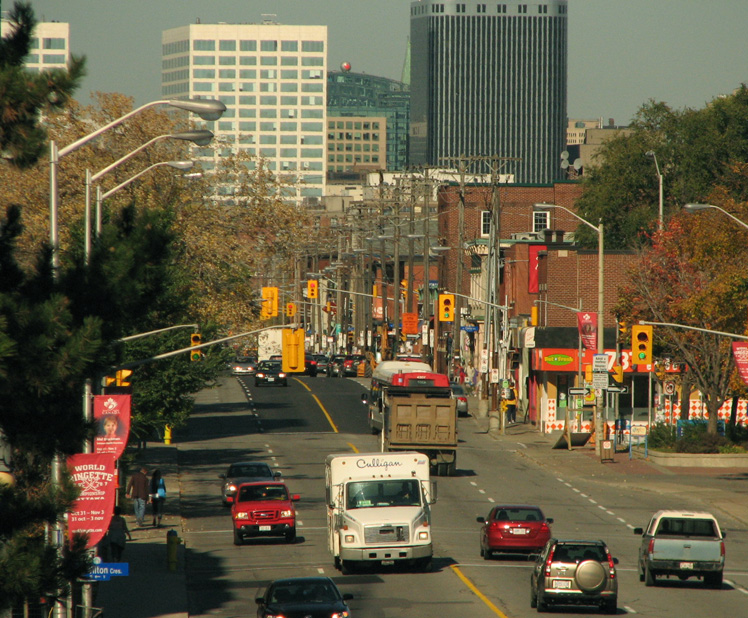
سر شمالی خیابان بانک، گلیب

خیابان بانک (انگلیسی: Bank Street) خیابان اصلی تجاری شمالی-جنوبی در اتاوا، انتاریو، کانادا است. از خیابان ولینگتون در مرکز شهر اوتاوا، از طریق محله‌های گلیب سنترتاون، اولد اوتاوا ساوت، التا ویستا، اوتاوا، هانت کلاب، به طرف جنوب می‌رود. قبل از خروج از محدوده شهر در جاده بلمید، از روستاهای بلوسوم پارک، لیتریم، ساوت گلاستر، گریلی، متکالف، اسپرینگ هیل و ورنون می‌گذرد.